# Prantij
Prantij là một thành phố và khu đô thị của quận Sabar Kantha thuộc bang Gujarat, Ấn Độ.

## Nhân khẩu
Theo điều tra dân số năm 2001 của Ấn Độ, Prantij có dân số 22.306 người. Phái nam chiếm 52% tổng số dân và phái nữ chiếm 48%. Prantij có tỷ lệ 70% biết đọc biết viết, cao hơn tỷ lệ trung bình toàn quốc là 59,5%: tỷ lệ cho phái nam là 77%, và tỷ lệ cho phái nữ là 62%. Tại Prantij, 12% dân số nhỏ hơn 6 tuổi.